# Rapalska pogodba
Rapalska pogodba je bila mirovna pogodba, ki sta jo 12. novembra 1920 v Rapallu v Liguriji podpisali Kraljevina SHS in Kraljevina Italija. S pogodbo je bila določena meja med državama, s čimer je bila tretjina slovenskega etničnega ozemlja, Istra in del Dalmacije dodeljena Italiji, ki je v zameno priznala Kraljevino SHS.

## Okoliščine
Italija je zaradi ozemeljskih teženj do Južne Tirolske in Istre vstopila v prvo svetovno vojno spomladi 1915, po podpisu tajnega londonskega sporazuma. S porazom in de facto razpadom Avstro-Ogrske novembra leta 1918 je zasedla več kot dogovorjeno ozemlje. Italijanska vojska je zasegla plovila nekdanje avstro-ogrske vojne mornarice, ki jo je cesar Karel I. zapustil Državi SHS, zasedla severno Dalmacijo in dalmatinske otoke ter Primorsko do Postojne in želela priti celo do Ljubljane, a so ji slovenski in srbski prostovoljci to preprečili. Vse to ozemlje si je lastila Kraljevina SHS, ki mednarodno ni bila priznana.
Na Pariški mirovni konferenci leta 1919 so bili Slovenci in Hrvati formalno zastopani v delegaciji Kraljevine Srbije, saj Kraljevina SHS do podpisa mirovne pogodbe ni bila uradno mednarodno priznana. Predsednik ZDA Wilson ni v celoti priznaval londonskega sporazuma in celotnih italijanskih apetitov po ozemlju, saj naj bi po njegovem Dalmacija ostala Jugoslaviji. Zelo jasno pa je odstopila od te pogodbe naslednica Rusije, to je Sovjetska zveza, Lenin pa je to pogodbo objavil kot eno izmed sramot zahodne diplomacije. Dogovor takrat ni bil sklenjen, a je bilo predlagano, da Kraljevina SHS in Italija to uredita dvostransko, seveda s francoskim in angleškim vztrajanjem na pogodbi. Italijanska pogajalska izhodišča je izboljšal tudi pesnik in nacionalist d'Annunzio, ki je 12. septembra 1919, dva dni po senžermenski formalni ukinitvi Avstro-Ogrske, z iredentisti nasilno osvojil Reko, ki je bila začasno pod protektoratom mednarodnih sil antante, in ustanovil »italijansko regentstvo Kvarnerja«.

## Rapalska meja
Na tridnevni konferenci, ki je sledila naslednje leto v Rapallu blizu Genove, se je Italija obnašala kot velesila. Presegla je z londonskim sporazumom obljubljeno ji ozemlje in s sporazumom 12. novembra 1920 dosegla razmejitveno črto Mangart – Triglav –Krnice pri Novakih –Špehovše – Hotedršica – Planina – Snežnik – Reka, pripadli so ji tudi otoki Srakane, Unije, Cres, Lošinj, Lastovo, Palagruža in mesto Zadar.
Italija in Jugoslavija sta pozneje sicer podpisovali sporazume o prijateljstvu med državama in medsebojnem sodelovanju, a je bila z njimi zaščitena le italijanska manjšina na Hrvaškem.
Z rapalsko mejo je bilo slovensko prebivalstvo nekdanje Avstro-Ogrske razdeljeno na dva dela.
Slovenci, ki so živeli na Goriškem, delu Notranjske, v Trstu, Istri in na Primorskem, so kmalu občutili raznarodovalni pritisk čedalje močnejšega fašizma - začelo se je nasilno poitalijančevanje.

### Mesto Reka, samostojna enota
Reka z okolico je po rapalskem sporazumu imela status samostojne države, a je bilo mesto leta 1924 z rimskim sporazumom dodeljeno Italiji, ki ga je že prej vojaško nadzorovala in ni priznavala plebiscita prebivalstva, ki je želelo ostati samostojno. Okolica Reke s Sušakom je po Rimskem sporazumu pripadla Kraljevini SHS, ki je tam zgradila pomembno jugoslovansko pristanišče.